# فرودگاه کوکتاون
فرودگاه کوکتاون (به انگلیسی: Cooktown Airport) یک فرودگاه همگانی با کد یاتا CTN است که یک باند فرود آسفالت بتن دارد و طول باند آن ۱۶۲۸ متر است. این فرودگاه در شهر Cooktown کشور استرالیا قرار دارد و در ارتفاع ۸ متری از سطح دریا واقع شده‌است.

## شرکت‌های هواپیمایی و مقصدهای پروازی
| شرکت‌های هواپیمایی   | مقصدهای پروازی |
| ------------------- | -------------- |
| Hinterland Aviation | کنز            |